# رادیو بروجرد
رادیو بروجرد (رادیو شهری بروجرد) یک شبکه تولید و پخش برنامه‌های رادیویی وابسته به صدا و سیمای لرستان است که در شهر بروجرد فعالیت می‌کند. این رادیو در دهه هشتاد تأسیس شد و هر روز چندین ساعت برنامه به زبان فارسی و گویش بروجردی پخش می‌کند. رادیو بروجرد بر روی فرکانس ۱۰۷/۰۵ موج اف ام پخش می‌شود.

## تاریخچه
بروجرد در دهه ۱۳۶۰ و هم‌زمان با اوائل جنگ ایران و عراق دارای یک شبکه پخش رادیویی محلی بود که بعدها متوقف شد. از سال ۱۳۷۸ با تلاش سید محسن یحیوی نماینده بروجرد در مجلس و اخذ مجوز از رئیس سازمان صدا و سیمای جمهوری اسلامی ایران و توسط محمدرضا حافظی بنای ساختمان رادیو بروجرد تأسیس شد و برای مدتی به پخش آزمایشی پرداخت. در ۲۲ بهمن ۱۳۸۲ این رادیو رسماً گشایش یافت.
در ابتدا این شبکه رادیویی روزانه دو ساعت برنامه پخش می‌کرد که اما از سال ۱۳۸۳ روزانه سه ساعت برنامه تولید می‌کرد. در سال ۱۳۹۲ این رادیو روزانه حدود شش ساعت برنامه تولید و پخش می‌کرده‌است که سالانه بالغ بر دو هزار ساعت می‌شود. برنامه‌های این رادیو صبح‌ها از ساعت هفت تا هشت با برنامه چای داغ شروع و سپس بخش خبرهای ورزشی و بعد از ان موج خدمت به شهروندان بروجردی ارائه می‌شود برنامه‌های شیفت صبحگاهی رادیو بروجرد تا اذان ظهر به افق بروجرد ادامه خواهد داشت. در شیفت عصرگاهی برنامه‌ها از ساعت ۱۸ در نیم سال اول با بخش خبری شروع و با برنامه یه عصر خوب ادامه می‌یابد و تا اذان مغرب به افق بروجرد ادامه می‌یابد.

## برنامه‌ها
شبکه رادیوی بروجرد علاوه بر پخش موسیقی و اخبار محلی و غیر محلی، برنامه‌های مناسبتی مختلفی را نیز تولید می‌کند. از برنامه‌های تکرار شونده رادیو بروجرد می‌توان به موارد زیر اشاره کرد:
- چای داغ (برنامه بامدادی)
- موج خدمت - گروه اجتماعی
- بخش خبری (برنامه عصرگاهی)
- خطبه‌های نماز جمعه (روزهای شنبه و یکشنبه)
- یه خونه یه آشیونه (برنامه عصرگاهی)

## ساختمان و امکانات
ساختمان تولید و پخش رادیو بروجرد در پایین تپه چغا در کنار رودخانه و روبری پارک فدک در جادهٔ فیال و گلدشت قرار دارد.